# Em Beihold
Emily Mahin Beihold, dite Em Beihold, est une auteure-compositrice-interprète américaine, née le 21 janvier 1999 à Los Angeles.

## Biographie

### Jeunesse
Emily Mahin Beihold naît le 21 janvier 1999 à Los Angeles en Californie. Sa mère, d'origine iranienne, a immigré aux États-Unis durant la révolution de 1979. À l'âge de six ans, Beihold commence à jouer du piano après en avoir aperçu un dans une vitrine et supplié ses parents de lui laisser apprendre de l'instrument. Elle écrit ensuite ses premières chansons à l'âge de sept ans.
À partir de 2017, elle fait ses études à l'université de Californie à San Diego, où elle participe à des compétitions d'escrime de la NCAA. Elle reçoit les honneurs de la NCAA All-American en 2019.

### Carrière

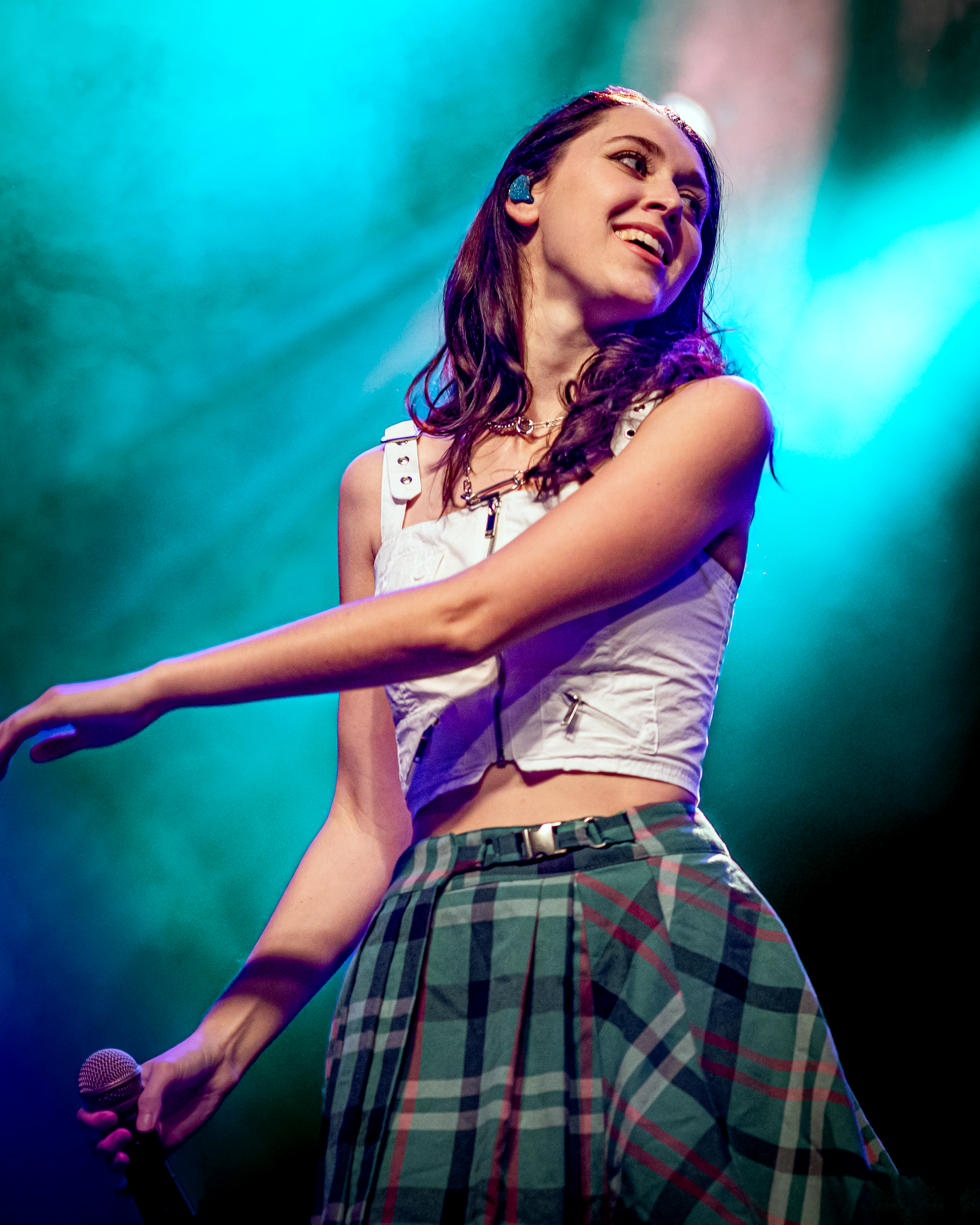
Em Beihold accompagnant Gayle au El Rey Theatre de Los Angeles en 2023.

Emily Beihold est invitée à écrire une chanson pour le film I'm Not Here par la directrice Michelle Schumacher. Elle écrit la chanson Not Who We Were.
Elle écrit ensuite une série de singles sur la plateforme TikTok et se fait remarquer avec sa chanson City of Angels. Le 28 janvier 2021, sa chanson Groundhog Day lui permet de gagner en popularité. Elle signe ensuite avec la maison de disques Republic Records, avec laquelle elle sort son single le plus populaire, Numb Little Bug.
Le 22 juillet 2022, elle sort son deuxième extended play, intitulé Egg in the Backseat. Celui-ci évoque ses problèmes de santé mentale et de relation. Elle signe ensuite avec Sony Music Publishing le 27 juillet 2022. La même année, elle ouvre pour King Princess, AJR et les Jonas Brothers, ainsi que pour Lewis Capaldi l'année suivante.
En février 2024, Em Beihold débute sa première tournée en tête d'affiche, intitulée Maybe Life is Good.

## Influences
Em Beihold cite Queen et Regina Spektor comme influences musicales. Elle grandit en écoutant Feist, Fiona Apple, Kate Nash, Sara Bareilles, et Lily Allen.

## Discographie

### Singles
- 2017 : Infrared (EP Infared)
- 2017 : Child of the Moon (EP Infared)
- 2017 : Claculated (EP Infared)
- 2017 : Not Who We Were (EP Infared)
- 2017 : Thrown to the Wovles (EP Infared)
- 2017 : Just Fine (EP Infared)
- 2018 : Infrared (Neanderthal Remix)
- 2019 : Blink of an Eye
- 2020 : Forgive Yourself
- 2020 : City of Angels
- 2020 : Painful Truth
- 2021 : Drive by Lovers
- 2021 : Nobody Else
- 2021 : Groundhog Day
- 2022 : Numb Little Bug (no 19 des charts allemands le 22 avril 2022[11])
- 2022 : Until I Found You (Stephen Sanchez feat. Em Beihold)
- 2023 : Roller Coasters Make Me Sad
- 2023 : Fantasy (Lauren Spencer Smith with Gayle & Em Beihold)
- 2023 : Phone (avec Meduza et Sam Tompkins)
- 2023 : House on a Hill (avec Eric Nam)
- 2023 : Pedestal
- 2024 : Maybe Life is Good
- 2024 : The Bird Song (avec Noah Floersch)
- 2025 : Brutus